# Adrien Rophé
Pour les articles homonymes, voir Rophé.
Adrien Rophé, né le 9 novembre 1898 à Paris (Seine) et mort le 14 février 1987 à Nice (Alpes-Maritimes), est un homme politique français.

## Détail des fonctions et des mandats
Mandats parlementaires
- 21 octobre 1945 - 10 juin 1946 : Député du Calvados
- 2 juin 1946 - 27 novembre 1946 : Député du Calvados